# LPP/LC
LPP/LC – łotewskie ugrupowanie polityczne powstałe w 2007, rozwiązane w 2011.

## Historia
Partia LPP/LC powstała ze zjednoczenia liberalnej Łotewskiej Drogi i chrześcijańsko-konserwatywnej Pierwszej Partii Łotwy na bazie sojuszu wyborczego, jaki zawarły obie partie na czas wyborów do Sejmu IX kadencji w 2006. W skład nowego ugrupowania weszły również Zjednoczenie Vidzeme (Vidzemes apvienība) i My swoim gminom (Mēs savam novadam). W latach 2007–2009 ugrupowanie było częścią czteropartyjnej koalicji rządowej, jego lider Ivars Godmanis sprawował urząd premiera. Od marca 2009 LPP/LC znajdowało się w opozycji do rządu Valdisa Dombrovskisa.
Ugrupowanie reprezentowane było w Sejmie IX kadencji (2006–2010) przez 10 deputowanych. W wyborach w 2010 LPP/LC wystartowało w ramach bloku „O lepszą Łotwę” (PLL), uzyskując 3 mandaty. Przedstawiciele LPP/LC zajmowali ważne miejsca w samorządach – burmistrzami Dyneburga byli z ramienia ugrupowania Rita Strode, Jānis Lāčplēsis i Žanna Kulakova, a wiceburmistrzem Rygi Andris Ameriks. W Parlamencie Europejskim zasiadał Ivars Godmanis. W latach 2007–2009 współprzewodniczącymi LPP/LC byli Ivars Godmanis i Ainārs Šlesers, następnie zaś na czele partii stał A. Šlesers. W listopadzie 2010 przedstawiciele LPP/LC i Centrum Zgody podpisali umowę o stworzeniu wspólnej frakcji w radzie miejskiej Rygi oraz o starcie ze wspólnej listy w wyborach samorządowych w 2013.
W kwietniu 2011 ugrupowanie liczyło 3625 członków. W sierpniu 2011 ugrupowanie, które w wyborach do Sejmu XI kadencji wystartowało samodzielnie, zmieniło nazwę na „Partię Reform Šlesersa LPP/LC” – jako nawiązanie do powstałej kilka tygodni wcześniej Partii Reform Zatlersa. W wyborach z 17 września na partię głos swój oddało 2,41% wyborców, w związku z czym nie uzyskała ona mandatów w Sejmie XI kadencji. 1 grudnia 2011 jej przedstawiciele postanowili o likwidacji Partii Reform Šlesersa, przywracając uprzednio starą nazwę LPP/LC.